# Liste der Monuments historiques in Dommarien
Die Liste der Monuments historiques in Dommarien führt die Monuments historiques in der französischen Gemeinde Dommarien auf.

## Liste der Immobilien
| Bezeichnung               | Beschreibung                                         | Standort               | Kennzeichnung | Schutzstatus | Datum | Bild           |
| ------------------------- | ---------------------------------------------------- | ---------------------- | ------------- | ------------ | ----- | -------------- |
| Brücke über die Vingeanne | fünfbügige Steinbrücke, 1773, Entwurf François Buron | Rue du Port (Lage)     | PA52000005    | Inscrit      | 1996  | weitere Bilder |
| Wegekreuz                 | aus dem 15. Jahrhundert                              | Rue de l’Église (Lage) | PA00078996    | Inscrit      | 1929  |                |

## Liste der Objekte
| Bezeichnung                                     | Beschreibung                                                                                | Standort                     | Kennzeichnung | Schutzstatus | Datum | Bild |
| ----------------------------------------------- | ------------------------------------------------------------------------------------------- | ---------------------------- | ------------- | ------------ | ----- | ---- |
| Skulptur Madonna mit Kind                       | Marmor, Ende des 14. Jahrhunderts; im Kathedralschatz von Langres deponiert                 | in der Kirche St-Remy (Lage) | PM52000247    | Classé       | 1950  |      |
| Skulptur Heiliger Germanus                      | Holz, farbig gefasst und vergoldet, 18. Jahrhundert                                         | in der Kirche St-Remy (Lage) | PM52000249    | Classé       | 1972  |      |
| Skulptur Heiliger Remigius                      | Holz, farbig gefasst und vergoldet, 18. Jahrhundert                                         | in der Kirche St-Remy (Lage) | PM52000250    | Classé       | 1972  |      |
| Gemälde Kreuzigungsgruppe, umgeben von Heiligen | Ölfarbe auf Holz, Ende des 16. Jahrhunderts                                                 | in der Kirche St-Remy (Lage) | PM52000248    | Classé       | 1972  |      |
| Hauptaltar                                      | Altartisch, Altaraufbau und Tabernakel; Holz, farbig gefasst und vergoldet, 18. Jahrhundert | in der Kirche St-Remy (Lage) | PM52000251    | Classé       | 1974  |      |